# (710) Gertrud
Pour les articles homonymes, voir Gertrude.
(710) Gertrud est un astéroïde de la ceinture principale découvert le 28 février 1911 par l'astronome autrichien Johann Palisa. Sa désignation provisoire était 1911 LM.